# Wojewódzka Biblioteka Publiczna im. Marszałka Józefa Piłsudskiego w Łodzi
Wojewódzka Biblioteka Publiczna im. Marszałka Józefa Piłsudskiego w Łodzi (w latach 1949–1990 Miejska Biblioteka Publiczna im. Ludwika Waryńskiego) – publiczna biblioteka o statusie naukowym, sprawująca opiekę i nadzór merytoryczny nad siecią bibliotek samorządowych Łodzi i województwa łódzkiego.
Biblioteka mieści się w gmachu przy ul. Gdańskiej 100/102 w Łodzi. Jej zbiory liczą ponad 900 tys. jednostek . Biblioteka prowadzi różnorodne formy pracy z czytelnikami, spełniając ważną funkcję kulturotwórczą w regionie.

## Historia
W 1915 z inicjatywą powołania Biblioteki wystąpiło Towarzystwo Krzewienia Oświaty, a w maju 1916 powołano Towarzystwo Biblioteki Publicznej w Łodzi. Bibliotekę otwarto przy ulicy Piotrkowskiej 150 w dniu 11 października 1917. Było to czteropokojowe mieszkanie na pierwszym piętrze kamienicy, ofiarowane przez jej właściciela, kupca Wilhelma Hordliczkę. Kilka miesięcy później, w lipcu 1918, Bibliotekę przeniesiono na ul. św. Andrzeja 14. W styczniu 1922 Biblioteka została przejęta przez Magistrat Miasta Łodzi – Towarzystwo Biblioteki Publicznej przekazało Bibliotekę Gminie Miejskiej w drodze darowizny. 16 maja 1935 Związek Przemysłu Włókienniczego w Państwie Polskim, cztery dni po śmierci Józefa Piłsudskiego, postanowiło uczcić jego pamięć budową w Łodzi gmachu-pomnika, z przeznaczeniem na Bibliotekę. Pod koniec 1936 ogłoszono konkurs na projekt nowego gmachu. 1 lipca 1937 konkurs rozstrzygnięto. Do realizacji przyjęto pracę inż. arch. Jerzego Wierzbickiego. Na teren pod budowę wybrano działkę leżącą na rogu ulic Gdańskiej i Mikołaja Kopernika. Uroczystość wmurowania kamienia węgielnego pod gmach Biblioteki Miejskiej im. Marszałka Józefa Piłsudskiego odbyła się 14 maja 1938. Zbiory Biblioteki liczyły wtedy niemal 70 tys. woluminów.
Prace nad budową przerwał wybuch II wojny światowej, wznowiono je jednak zaraz po wyzwoleniu. Wreszcie, pod koniec 1949, oddano gotowy budynek do użytku, przy czym Bibliotece nadano imię Ludwika Waryńskiego, działacza i ideologa polskiego ruchu socjalistycznego. W 1972, w przylegającym do Biblioteki nowym budynku przy ul. Gdańskiej 100 otwarto salę kinowo-konferencyjną, a w 1982 cały budynek przekazano Bibliotece.
W tym czasie, 29 lipca 1975 biblioteka otrzymała status biblioteki wojewódzkiej miejskiego województwa łódzkiego – nie zmieniła jednak nazwy. W 1990 odzyskała imię Marszałka Józefa Piłsudskiego. W styczniu 1991 nastąpiła zmiana nazwy biblioteki na: Wojewódzka i Miejska Biblioteka Publiczna im. Marszałka Józefa Piłsudskiego w Łodzi. 1 stycznia 2013 biblioteka zmieniła nazwę na: Wojewódzka Biblioteka Publiczna im. Marszałka Józefa Piłsudskiego w Łodzi
W 2017 świętowano jubileusz 100-lecia Biblioteki połączony z obchodami 150. rocznicy urodzin Józefa Piłsudskiego.

## Cymelia
- Protokół z 28 czerwca 1890 z ekshumacji ciała Adama Mickiewicza – z cmentarza w Montmorency pod Paryżem – przed umieszczeniem szczątków poety w krypcie na Wawelu; są dwa takie protokoły – jeden w Bibliotece Narodowej. „Łódzki” protokół został przekazany do zbiorów biblioteki im. J. Piłsudskiego we wrześniu 2014 – wcześniej pozostawał w rękach prywatnych[5]
- „Anschichten von Blumenrode” – prywatny album fotografii rodziny Scheiblerów z końca XIX w., ze zdjęciami z ich posiadłości w Kwietnie na Śląsku[5]
- „Mózg Józefa Piłsudskiego” – opis badań wydany w 1938[5]
- korespondencja Augusta Krasickiego – „Listy z Egiptu”[5]

## Dyrektorzy Biblioteki
Poczet kierowników i dyrektorów biblioteki: 
- Jan Augustyniak: lipiec 1917 – październik 1939; luty 1945 – wrzesień 1963
- Roman Kaczmarek: 1 października 1963 – czerwiec 1980
- Danuta Mikołajczyk: lipiec 1980 – 31 grudnia 1981
- Elżbieta Pawlicka: 15 lutego 1982 – 29 kwietnia 2003
- Barbara Czajka: 1 sierpnia 2003 – 2022
- Elżbieta Ratyńska (p.o.): 2022 – 2023
- Joanna Mądrzak: od 27.10.2023

## Złoty Ekslibris Książnicy Miejskiej

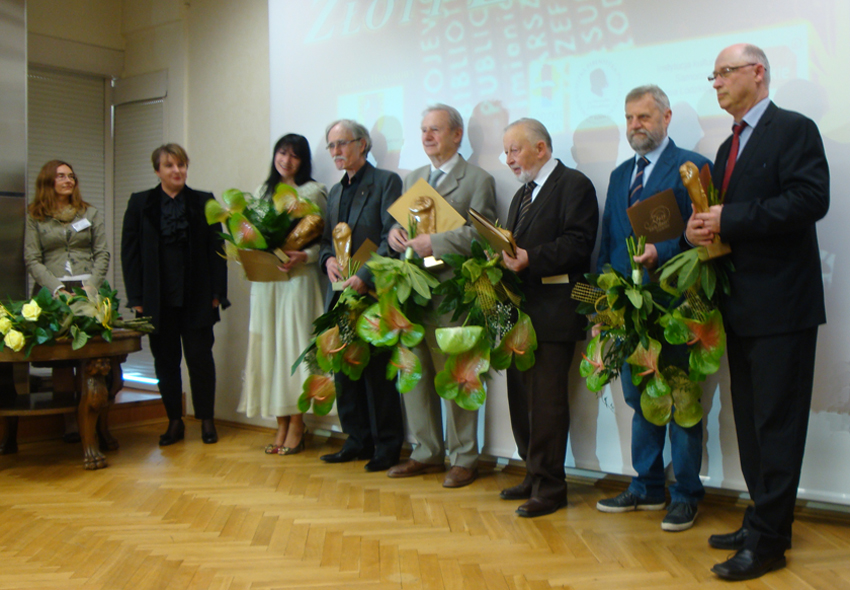
Laureaci Złotego Ekslibrisu za rok 2013 (23 kwietnia 2014)

Nagrodę Złoty Ekslibris Książnicy Miejskiej ustanowiono w 1992, z okazji 75-lecia biblioteki. Inicjatorką nagrody była Elżbieta Pawlicka – dyrektor biblioteki w okresie od 1982 do 2003. Złoty Ekslibris przyznawany jest przez instytucję za najlepsze książki popularnonaukowe o Łodzi i regionie łódzkim. Pierwsze wręczenie nagrody, za rok 1992, odbyło się 27 maja 1993. W 2001 przyjęto nową nazwę nagrody: Złoty Ekslibris Wojewódzkiej i Miejskiej Biblioteki Publicznej im. J. Piłsudskiego . Nagroda ma charakter honorowy. Do 2005 była nią akwaforta wykonana przez Zbigniewa Janeczka. W latach 2006–2011 projektantem i wykonawcą nagrody był Włodzimierz Rudnicki. Od 2012 (tzn. od 20. edycji) nagrodą jest okolicznościowa statuetka zaprojektowana i wykonana przez Rafała Frankiewicza. Okolicznościowe dyplomy zaprojektował Włodzimierz Rudnicki.
W maju 2010, z inicjatywy Barbary Czajki, dyrektor biblioteki, instytucja ustanowiła nową nagrodę – Superekslibris przyznawany „za całokształt dotychczasowych publikacji o Łodzi”. W latach 2010–2011 nagrodą były litografie (w 2010 autorstwa Witolda Warzywody, w 2011 Sebastiana Augustowskiego i Rafała Żelazo). Podobnie jak w przypadku Złotego Ekslibrisu, od 2012 jest to okolicznościowa statuetka zaprojektowana i wykonana przez Rafała Frankiewicza . Autorem okolicznościowych dyplomów jest Włodzimierz Rudnicki.
Kategorie wręczanej nagrody
- Najlepsza książka o Łodzi (od roku 1993)[9] 
Nagród za rok 1994 i 1997 nie przyznano[10] (czyli w latach 1995 i 1998).
- Najlepsza książka o Ziemi Łódzkiej (od 2001)[6]
- Najlepsze wydawnictwo albumowe o Łodzi (od 2007)[6] [9]
- Najlepsze wydawnictwo albumowe o Ziemi Łódzkiej (od 2007)[6] [9]
- Najlepsza powieść o Łodzi i Ziemi Łódzkiej (od 2022)[9]

## Odznaczenia przyznane Bibliotece
- 1968 – „Honorowa Odznaka Miasta Łodzi” przyznana w uznaniu zasług dla rozwoju kultury
- 1997 – Medal „Bibliotheca Magna Perennisque” (Biblioteka Wielkość Nieprzemijająca) za całokształt działalności na rzecz rozwoju bibliotekarstwa polskiego i upowszechniania książki oraz za zasługi dla SBP przyznany przez Zarząd Główny Stowarzyszenia Bibliotekarzy Polskich[11]
- 1997 – Medal Honorowy Wojewody Łódzkiego[11]
- 2007 – Medal Pro Publico Bono im. Sabiny Nowickiej przyznany przez Towarzystwo Przyjaciół Łodzi za wkład w działalność na rzecz miasta i kreatywny stosunek do rzeczywistości[11]
- 2010 – Statuetka Polskiego Towarzystwa Wydawców Książek „Nominacje – Ikar 2010” za rzetelną pracę u podstaw i kreowanie europejskiego modelu biblioteki publicznej jako centrum informacyjno-edukacyjnego[11]
- 2019 – Nagroda honorowa „Świadek Historii” przyznana przez Instytut Pamięci Narodowej[11] [12]